# Aleksandr Karavajev
Aleksandr Karavajev (Rostov sul Don, 14 settembre 1959) è un ex cestista estone, fino al 1991 sovietico.

## Carriera
Con l'Estonia ha disputato i Campionati europei del 1993.